# Kritiskt flöde
Kritiskt flöde är inom kanalströmningen det flöde som råder vid kritisk strömning. När vi har kritiskt flöde är Froudes tal lika med 1.
När flödet understiger det kritiska flödet får vi subkritisk strömning. När flödet överstiger det kitiska flödet får vi superkritisk strömning.